# Globuligerina
Globuligerina es un género de foraminífero planctónico de la de la familia Globuligerinidae, de la superfamilia Rotaliporoidea, del suborden Globigerinina y del orden Globigerinida. Su especie tipo es Globigerina oxfordiana. Su rango cronoestratigráfico abarca desde el Bathoniense (Jurásico superior) hasta el Hauteriviense (Cretácico inferior).

## Descripción
Globuligerina incluía especies con conchas trocoespiraladas, de trocoespira baja; sus cámaras eran subesféricas, creciendo en tamaño de forma rápida; su ombligo era pequeño; su contorno era lobulado; su periferia era redondeada; sus suturas intercamerales eran rectas e incididas; su abertura era umbilical con forma de arco y bordeada por un estrecho labio; presentan pared calcítica hialina, finamente perforada, y superficie con pústulas o costillas, raramente perforadas, que podían dar una apariencia reticulada.

## Discusión
Clasificaciones posteriores incluyen Globuligerina en la superfamilia Favuselloidea.

## Paleoecología
Globuligerina incluía especies con un modo de vida planctónico, de distribución latitudinal cosmopolita, preferentemente tropical-subtropical, y habitantes pelágicos de aguas superficiales (medio nerítico y epipelágico).

## Clasificación
Globuligerina incluye a las siguientes especies:
- Globuligerina bathoniana †
- Globuligerina calloviensis †
- Globuligerina hoterivica †
- Globuligerina oxfordiana †